# 22026 Lindabillings
22026 Lindabillings è un asteroide della fascia principale esterna. Scoperto nel 1999, presenta un'orbita caratterizzata da un semiasse maggiore pari a 3,053791 UA e da un'eccentricità di 0,188672, inclinata di 9,269296ª rispetto all'eclittica. Ha un diametro di 10,434 km e un'albedo di 0,045.